# Berberidàcies
Berberidàcia (Berberidaceae) és una família de plantes amb flor i dicotiledònia de l'ordre Ranunculales. Consta de 15 gèneres amb unes 650 espècies, que es distribueixen per les zones temperades de l'hemisferi nord i els Andes sud-americans, i algunes espècies tropicals o de deserts. Només trobem un únic representant als Països Catalans, que és el coralet (Berberis vulgaris). L'APG II de 2003 reconeix aquesta família dins l'ordre Ranunculales en el clade eudicots.

## Morfologia
Herbes rizomatoses o tuberoses o arbusts llenyosos, usualment glabres, rarament amb pèls simples unicel·lulars a uniseriats. Fulles alternes o basals (rarament oposades) o fasciculades en braquiblasts, perennes o caduques, herbàcies o coriàcies, simples o compostes, senceres, dentades, espinuloses, lobulades, palmatífides o bipartides, bases simples a embeinants o amb estípules menudes a vestigials, nervació pinnatinèrvia o palmatinèrvia, de vegades modificades, a espines (Berberis). Tiges amb espines nodals en Berberis. Inflorescències terminals, rarament axil·lars, en panícula, cima o fascicle, o bé flors solitàries. Flors petites a mitjanes, hipògines, hermafrodites, bàsicament trímeres. Periant amb 2-6 (-9) verticils tepaloides o amb sèpals i estaminodis nectarífers, o bé periant absent (Achlys). Sèpals (0-)9-12(-50), imbricats, grocs a ataronjats. Androceu de 3-6 (-20) estams, trímers o dímers (Epimedium), en 1-2 verticils, lliures. Gineceu súper, d'1 carpel, estil curt, estigma apical o subapical. Fruit carnós en baia fonamentalment, o bé sec i dehiscent de manera irregular (utricle) o regular (fol·licle). Llavors amb endosperma oliós.

## Usos
La família presenta nombrosos tipus d'alcaloides: n'és el més comú la berberina, una bencilisoquinolina que tenyeix la planta de groc. Nombroses espècies d'aquesta família tenen usos com a fàrmacs tradicionals, sobretot a l'Àsia oriental, però també a Europa amb el Berberis vulgaris. Sinopodophyllum hexandrum s'usa com a verí i en jardineria. Podophyllum peltatum s'usa com a insecticida: un dels seus composts, l'etopòsid, s'usa contra el càncer de pulmó; tanmateix, les seves baies són comestibles.

### Gèneres
- Achlys
- Berberis
- Bongardia
- Caulophyllum
- Diphylleia
- Dysosma
- Epimedium
- Gymnospermium
- Jeffersonia
- Leontice
- Mahonia
- Nandina
- Podophyllum
- Ranzania
- Vancouveria